# Antonio Roma
Antonio Roma (Villa Lugano, 13 luglio 1932 – Buenos Aires, 20 febbraio 2013) è stato un calciatore argentino, di ruolo portiere.

## Caratteristiche tecniche
Portiere dal buon fisico, si guadagnò negli anni il soprannome di Tarzan per la spettacolarità delle sue parate, effettuate con agili voli tra i pali. Altre sue peculiarità erano la prontezza di spirito e la resistenza sia fisica che psicologica.

## Carriera

### Club
Iniziò a giocare con la maglia del Ferro Carril Oeste, con cui debuttò in Primera División Argentina contro il Lanús; nel 1960 fu ceduto al Boca Juniors, esordendovi il 3 aprile di quell'anno nella vittoria per due a uno contro l'Estudiantes. La sua carriera con la maglia del Boca fu segnata da due episodi: il primo fu il rigore parato il 9 settembre 1962 al brasiliano del River Plate Delém durante un Superclásico tenutosi alla Bombonera. In seguito a un fallo di Carmelo Simeone su Luis Artime, l'arbitro Nay Foino decretò il tiro dal dischetto; Roma parò, deviando il pallone in calcio d'angolo. Questo primo episodio fu significativo, poiché, proprio in quello stesso anno, Roma era stato indicato come uno dei principali responsabili del risultato non soddisfacente ottenuto dalla Nazionale argentina durante il campionato del mondo 1962. Il secondo fu il record d'imbattibilità stabilito nel 1969, con 783 minuti senza subire gol, che gli permisero di superare il precedente primato di 769 minuti, stabilito dal rivale Amadeo Carrizo; tale primato rimase a lungo insuperato. Nel 1972 decise, alla soglia dei quaranta anni, di ritirarsi dall'attività.

### Nazionale
La carriera di Roma in Nazionale fu rilevante, in quanto occupò il posto di titolare della selezione in due campionati del mondo ed in due campionati sudamericani, totalizzando 42 presenze totali. Se il primo mondiale non fu entusiasmante, e lo vide anzi protagonista in negativo, il secondo, Inghilterra 1966, fu invece caratterizzato da un ottimo stato di forma del giocatore del Boca. Riuscì infatti a subire una sola rete, confrontandosi, oramai trentaquattrenne, senza sfigurare davanti a due dei migliori portieri dell'epoca, Lev Yashin e Gordon Banks.

## Palmarès

### Club

#### Competizioni nazionali
- Campionato argentino: 5

Boca Juniors: 1962, 1964, 1965, Nacional 1969, Nacional 1970

### Nazionale
- Campeonato Sudamericano de Football: 1

Perù 1957